# Giovanni Angelo Becciu
Giovanni Angelo Becciu (Pattada, provincia de Sassari, 2 de junio de 1948) es un cardenal católico italiano, sin derechos cardenalicios. Es prefecto emérito de la Congregación para las Causas de los Santos, y delegado especial emérito de la Orden de Malta.
Tras presentar su renuncia el 24 de septiembre de 2020, por haber perdido la confianza de Francisco debido a la existencia de denuncias de corrupción en su contra, y tras la aceptación de esta renuncia por parte del papa, conserva la dignidad de cardenal de la Iglesia católica, pero ha perdido todos los derechos y prerrogativas inherentes al título; entre ellas, la condición de elector que, por edad, le correspondía.
En julio de 2021, un juez del Vaticano ordenó que Becciu y otras nueve personas fueran juzgadas por malversación de fondos, abuso de poder y soborno. Los cargos están relacionados con una inversión en bienes raíces en Londres. Becciu se declaró inocente y "víctima de una conspiración". El juicio de Becciu es el primer juicio penal de un cardenal en un tribunal del Vaticano.

## Biografía
Recibió la ordenación sacerdotal el 27 de agosto de 1972 de las manos del obispo Francesco Cogoni. Trabajó en varias nunciaturas apostólicas, entre ellas las de República Centroafricana, Nueva Zelanda, Reino Unido, Francia y Estados Unidos.

### Episcopado
El 15 de octubre de 2001 el papa Juan Pablo II lo nombró nuncio apostólico en Angola y arzobispo titular de Roselle. Un mes después el papa lo nombra nuncio apostólico en San Tomé y Príncipe.  El 1º de diciembre de 2001 recibe la ordenación episcopal de las manos del cardenal Angelo Sodano. El 23 de julio de 2009 el papa Benedicto XVI lo transfiere a la delicada nunciatura apostólica de Cuba.  El 10 de mayo de 2011 el papa lo nombra Secretario para los Asuntos Generales de la Secretaría de Estado de la Santa Sede. En febrero de 2017 fue nombrado Delegado Pontificio ante la Orden de Malta por el papa Francisco para representarlo durante el proceso de actualización de las normas y leyes de este Estado, dejando en segundo lugar al cardenal Raymond Leo Burke.
El 12 de julio de 2016 fue confirmado como consultor de la Congregación para la Doctrina de la Fe.

### Cardenalato
El 20 de mayo de 2018 (día de Pentecostés), al acabar el rezo del Regina Coeli en la plaza del Vaticano, el papa Francisco anunció su nombramiento como cardenal de la Iglesia católica. Fue creado cardenal en un consistorio que se celebró el 28 de junio de ese mismo año.
El 24 de septiembre de 2020 le fue impuesta la renuncia por el papa Francisco al cargo de Prefecto de la Congregación para las Causas de los Santos y a los derechos relacionados con el cardenalato. Esta decisión fue tomada tras conocerse una controvertida operación inmobiliaria en Londres, gestionada por Becciu, en la que se desembolsaron 232 millones de dólares procedentes de fondos de la Iglesia (incluido dinero del óbolo de San Pedro). También se recibieron denuncias de apropiación indebida por haber, presuntamente, favorecido económicamente a sus hermanos, aunque el cardenal negó las acusaciones.
A pesar de su renuncia a los privilegios cardenalicios, afirmó su derecho a participar en el cónclave de 2025 insistiendo que tenía la posibilidad de hacerlo. Sin embargo, antes de morir, el papa Francisco habría firmado dos cartas en las que se confirmaba que Becciu quedaría fuera de la elección, además de ordenarle verbalmente al camarlengo Kevin Farrell que el purpurado sancionado no participara.

### Acusación del tribunal del Vaticano
El 3 de julio de 2021, un juez del Vaticano acusó a Becciu de múltiples cargos, entre ellos malversación de fondos, blanqueo de dinero, fraude, extorsión y abuso de poder. El papa Francisco aprobó personalmente su acusación. También fueron acusadas otras diez personas, cuatro de las cuales eran exfuncionarios del Vaticano y cinco eran forasteros. Los otros eclesiásticos acusados fueron un exjefe y subjefe del supervisor financiero interno del Vaticano y dos ex empleados de la Secretaría de Estado, incluido un sacerdote que anteriormente se desempeñó como secretario de Becciu. Los forasteros acusados incluyeron dos corredores italianos y una mujer italiana que trabajaba para Becciu. Después de ser acusado, Becciu dijo que era «víctima de un complot» y que era inocente.

#### Juicio
El 27 de julio de 2021 se abrió el proceso contra él ante un tribunal de la Santa Sede. Becciu compareció personalmente ante el tribunal y negó haber actuado mal. Pidió al tribunal que no ordenara su arresto y el juicio fue aplazado. Becciu, que se convirtió en el primer cardenal católico en testificar ante el tribunal penal del Vaticano, volvió a negar haber actuado mal cuando testificó el 17 de marzo de 2022.
El 9 de marzo de 2023, el fiscal del Vaticano, Alessandro Diddi, introdujo la correspondencia entre el papa Francisco y Becciu como parte de la prueba contra Becciu. En las cartas, Francisco negó haber autorizado a Becciu a contratar a una mujer para ayudar a conseguir la liberación de una monja secuestrada en Mali o a invertir dinero del Vaticano en un negocio en Londres.

#### Sentencia
El 16 de diciembre de 2023, fue condenado a cinco años y seis meses de cárcel, así como a la prohibición del ejercicio de cargos públicos, tras un proceso que ha durado dos años y medio, siendo el primer cardenal condenado por un tribunal civil del Estado Ciudad del Vaticano. Indicó que va a apelar el veredicto con sus abogados.